# Bitwa pod Pererytą
Bitwa pod Pererytą – potyczka wojsk Rzeczypospolitej pod dowództwem Jana III Sobieskiego z oddziałami turecko-tatarskimi 13 września 1691 podczas wyprawy mołdawskiej. Tatarzy zaatakowali oddział marszałka nadwornego koronnego Hieronima Lubomirskiego i ścierali się z nim, dopóki król nie przysłał pomocy. Sobieski liczył na większą bitwę, ale przeciwnik bał się konfrontacji. Wojska tatarskie wycofały się i oddziały Rzeczypospolitej mogły przeprawić się przez Prut, by udać się w głąb Mołdawii.